# Снайпер
Сна́йпер (англ. sniper) — специально подготовленный и в совершенстве владеющий своим оружием профессиональный военный или полицейский стрелок, привлекаемый для решения огневых задач на расстояниях и в условиях, требующих особых навыков и высокого уровня индивидуальной стрелковой подготовки. 
Следует, однако, различать понятие «снайпер» как:
1. Должность лиц старшинского (неаттестованные) и офицерского состава (аттестованные, до подполковника включительно) в полицейских структурах и подразделениях сил специальных операций, закреплённую в штате или существующую по факту, в зависимости от существующего штатно-должностного расписания;
2. Специальность (ВУС) и связанную с ней должность военнослужащих рядового состава в линейных подразделениях и подразделениях боевого обеспечения сухопутных войск и других родов войск;
3. Квалификационную характеристику, получаемую по прохождении соответствующего курса подготовки в военных учебных заведениях различных стран мира или по достижении необходимого уровня навыков и, как правило, имеющую регламентированные степени классности, вне зависимости от категории штатного состава;
4. Обиходное выражение, употребляющееся вне контекста стрелкового оружия, применительно к высококвалифицированным операторам ракетного вооружения (зенитчик-снайпер), наводчикам танковых пушек (танкист-снайпер), артиллерийских орудий (снайпер-артиллерист) и др.;[1]
5. Фигуру речи («неизвестные снайперы» и т. п.).

К будущим снайперам на стадии отбора и подготовки предъявляются повышенные требования, обусловленные спецификой стоящих перед ними задач. Снайпер, как правило, вооружается обычной винтовкой или снайперской винтовкой с оптическим прицелом и иными специальными устройствами. В зависимости от специфики предстоящей боевой задачи снайпером могут применяться другие виды стрелкового оружия, инженерных боеприпасов, средств маскировки и других спецсредств.

## История
Первые случаи использования длинноствольных охотничьих ружей в боевых условиях для высокоточной стрельбы были зафиксированы во время гражданской войны в Англии (1642—1648).
Самым известным инцидентом стало убийство командира армии парламента лорда Брука во время осады города Личфилд, произошедшее 2 марта 1643 года. Солдат Джон Дайот, дежуривший на крыше местного кафедрального собора, был вооружён длинным охотничьим ружьём. Он выстрелил в лорда Брука, когда тот неосторожно высунулся из укрытия. Джон Дайот попал Бруку в левый глаз. По меркам того времени, подобный выстрел, произведённый из длинного гладкоствольного мушкета с расстояния 150 ярдов (137,2 метра), считался незаурядным (дальность эффективной прицельной стрельбы самого распространённого вида огнестрельного оружия той эпохи мушкета, в лучшем случае, составляла 80 ярдов (73,2 метра)).
Столкновения Британской армии во время войны за независимость с американскими колонистами, среди которых было немало охотников, выявило уязвимость регулярных войск перед искусными стрелками, способными поражать цели на дистанции, вдвое превосходящей действенный огонь мушкетов. Это превращало боевые подразделения в промежутках между боями и во время перемещений в мишень для охоты. Обозы, отдельные отряды несли непредвиденные потери; от огня укрывшегося противника не было защиты; противник оставался недосягаем, а в большинстве случаев и просто невидим. Попытки некоторых энтузиастов Британской армии перенять эту тактику остались практически незамеченными командованием.
Новый расцвет в Европе точной стрельбы специально отобранных стрелков британских войск против армии наполеоновской Франции пережил в начале XIX века. Так, британским снайпером Томасом Планкетом был убит бригадный генерал Кольбер. У их противников тоже были меткие стрелки — во время Трафальгарской битвы французский унтер-офицер, заняв позицию на мачте корабля, смертельно ранил адмирала Нельсона.
К 1850-м годам практически все основные военные державы мира «перевели» свои армии на ружья с ударным механизмом (капсюльные ружья). Новое нарезное оружие могло производить стрельбу на расстояние, в 10 раз превышающее дальность своих гладкоствольных предшественников. Во время войны 1853 года в Южной Африке британские стрелки были в состоянии поражать живую силу противника на расстоянии 1200 ярдов (1097 метров). Это было невероятным достижением, которое было до конца не осознано военным командованием, так как всего за 20 лет до этого пехота могла чувствовать себя в полной безопасности от мушкетного огня на расстоянии в 200 ярдов (182,8 метра). Конечно, говорить об удачной прицельной стрельбе по единичной мишени можно было как об исключительном случае, но факт остаётся фактом: это стало, во всяком случае, технически возможно.
Крымская война стала новым этапом в развитии дальнобойного стрелкового оружия. В Крымской войне одиночки-англичане из дальнобойных штуцеров со сделанными под заказ прицелами убивали русских солдат и офицеров. Во время Крымской войны обнаружилась новая проблема: на расстоянии в 700 и более ярдов совместить фигуру человека и мушку ружья было крайне трудно: для стрелка мушка была больше по размеру, чем вражеский солдат.
К 1860 году была разработана одна из первых в мире снайперских винтовок — дульнозарядная винтовка Уитворта с высокоточным гексагональным стволом и пулями особой формы, благодаря чему прицельная дальность стрельбы достигла 1,5 километра и более. В ходе Гражданской войны в США шарпшутеры конфедератов с этими винтовками прицельно поражали противника на считавшихся невероятными для того времени дистанциях, убив по меньшей мере троих генералов и множество офицеров высоких рангов.
Впоследствии в англо-бурских войнах буры (голландские поселенцы) расстреливали английских солдат даже, казалось бы, в самых безопасных местах. Именно тогда у англичан появилось правило «От одной спички троим не прикуривать». Первый английский солдат прикуривал сигарету — бур их видел. Второй англичанин прикуривал — бур брал упреждение. Третий солдат получал точный выстрел бурского стрелка. Фредерик Рассел Бернхэм, американский исследователь-авантюрист, возглавлявший британских разведчиков в Англо-бурской войне, описывал своих разведчиков как «наполовину волки и наполовину зайцы». Для Бернхэма самыми совершенными разведчиками были шотландцы из хайлендерского полка, известного как разведчики Ловата; 16 лет спустя эти лесные люди образовали первое снайперское подразделение в британской армии.
К 1900 году существовало огромное количество производителей стрелкового оружия, таких, как Mauser, Enfield, Krag, Mannlicher, Schmidt-Rubin и Remington, которые выпускали винтовки с дальностью стрельбы до 2000 ярдов (1829 метров) и уже многозарядные (магазинные винтовки). Первыми получили возможность проверить эффективность винтовок нового поколения буры во время второй англо-бурской войны (как правило, это были немецкие винтовки). Именно буры впервые продемонстрировали, что малочисленная группа рассеянных по местности искусных стрелков может противостоять частям регулярной армии противника. Снайперский огонь впервые стал существенным фактором в боевых действиях регулярных войск.
Магазинные винтовки начала века отличались высоким качеством изготовления, а, следовательно, и точностью. Например, английская винтовка Энфилд № 4 Мк1 при стрельбе на 200 ярдов (183 метра) уверенно укладывала 7 пуль в круг диаметром 7,6 см, а «маузер» обр. 1896 года («бурский») укладывал 60 пуль на расстоянии 500 метров в прямоугольник размером 44 х 28 см, а на 1200 метров — в прямоугольник 186 х 92 см.

## Первая мировая война
В Первую мировую войну, с её окопами, протянувшимися на тысячи километров, произошёл расцвет снайперской стрельбы. Траншеи стали настоящим «раем» для снайперов. Первые штатные снайперы в армейских подразделениях появились в 1915 году в немецкой армии. Немцы в это время безоговорочно доминировали в ведении дальнего прицельного огня из стрелкового оружия, что может быть отчасти объяснено наличием огромного количества винтовок с оптическими прицелами. В германских войсках уже к концу первого года войны официально было более 20 тыс. снайперских винтовок. Согласно свидетельствам англичан, зимой 1915 года любое появление британского солдата за пределами окопа гарантировало смерть от снайперской пули. Имея до шести снайперов на роту, немцы обладали большим преимуществом в развернувшейся позиционной войне. Настроение англо-французских частей, изо дня в день терявших своих боевых товарищей убитыми (по воспоминаниям очевидца — за один день 18 человек в одном батальоне) и ранеными, было подавленным. Моральный эффект от таких потерь был чрезвычайно велик.
В 1915 году британское военное руководство, обеспокоенное успехами немцев, организовало собственную школу снайперов. Длительность курсов составляла 17 дней. В результате обучения, однако, выяснилось, что одно лишь умение метко стрелять было недостаточным для снайпера. Многие искусные стрелки британцев привыкли воевать в открытом бою, но абсолютно не умели маскироваться, прятаться от противника и терпеливо караулить цели, и быстро гибли в новых для них условиях. Лучшими молодыми стрелками для подготовки снайперов в британской армии стали канадские, австралийские и южноафриканские охотники, которые обладали умением оставаться незамеченным для объекта охоты. Лучшим из них в те годы был признан канадский индеец Франсис Пегхмагабоу, имеющий 378 подтверждённых побед.
Маскировочные костюмы (халаты) для снайперов из лёгкой зелёной материи и пучков травы, впервые применённые британцами, стали традиционной формой экипировки снайперов большинства стран мира. Именно английские снайперы отработали методику использования «скульпмакетов» — муляжей местных предметов, трупов солдат и животных, внутри которых помещались стрелки. Невидимые для наблюдателей противника, они вели визуальную разведку вражеских передовых позиций, вскрывали расположение огневых средств и уничтожали наиболее важные цели. В каждом пехотном батальоне по штату имелось 8 снайперов, ещё 8 солдат готовились для их замены. В отличие от немецких снайперов, действовавших поодиночке, англичане выставляли снайперов попарно (один наблюдатель с оптическим телескопом, подыскивающий цели, другой стрелок), в связи с чем достигалась большая результативность, в том числе в предоставлении разведывательной информации командованию.
Во время Первой мировой войны выяснилось, что лучшим средством от снайпера является другой снайпер, в годы войны впервые произошли снайперские дуэли.
В новых условиях войска массово перешли на обмундирование цвета «хаки», а форма младших офицеров теряет ярко выраженные знаки различия. Появился также запрет на выполнение воинского приветствия в боевых условиях.
В начале 1914 года в Российской империи, на полигоне Офицерской стрелковой школы в г. Ораниенбаум на трёхлинейной винтовке был испытан оптический прицел системы Герца. В конце 1916 года данные прицелы, производившиеся на Обуховском заводе, были признаны пригодными для использования в войсках.
Немцы применяли 7,92-мм винтовку Маузера образца 1898 г. с пятикратным прицелом берлинской фирмы Р. Р. Фус. и 7,92-мм охотничью винтовку Маузера обр. 1908 г. Британские снайперы пользовались 7,71-мм винтовкой Ли-Энфилд № 3 Мк1*(Т) с прицелом трёхкратного увеличения и № 4 (Т) с прицелом той же кратности. В австро-венгерской армии использовали 8-мм винтовку системы Манлихера обр. 1895 г. с трёхкратным оптическим прицелом фирмы «Райхерт» или немецким пятикратным прицелом берлинской фирмы Р. Р. Фус.
Именно на фронтах Первой мировой войны определились основные принципы и специфические приёмы снайперской стрельбы. С окончанием Первой мировой войны большинство стран, включая Великобританию, Францию, США и, в несколько меньшей степени, Германию, вновь пренебрегли полученным столь дорогой ценой опытом, значительно сократили или полностью расформировали свои снайперские отряды.

## 1920-е — 1930-е годы
В 1927—1928 гг. в СССР был разработан первый образец снайперского оружия — драгунская винтовка обр.1891 года с оптическим прицелом Д-III на кронштейне А. А. Смирнского, в 1928 году первые винтовки этого типа поступили на вооружение пограничных войск. В 1928 году был начат серийный выпуск первых образцов оптических прицелов, специально разработанных для установки на винтовку обр. 1891 года.
В 1929 году первые снайперские команды приняли участие в советско-китайском вооружённом конфликте на Китайско-Восточной железной дороге (КВЖД). В 1929 году в СССР на курсах «Выстрел» в Подмосковье был создан снайперский курс, где готовились снайперы и руководители снайперского дела. Осенью были проведены первые сборы начальников снайперских команд, которые выявили недооценку значения снайперов в современном бою. Отмечалось, что в красноармейской массе слово «снайпер» было равнозначно «лодырю», «дармоеду», «третьему сыну у отца».
Позднее подготовкой снайперов занимались специальные курсы ОСОАВИАХИМа и воинские части.
В 1931 году на вооружение РККА была принята снайперская винтовка обр.1891/31 г.
В 1932 году началось развитие стрелкового спорта, было введено звание «Ворошиловский стрелок». 25 октября 1936 года был утверждён значок «Юный снайпер».
В ходе войны в Испании, первые снайперы в подразделениях республиканской армии появились в конце 1936 года, во время обороны Мадрида — после того, как линия фронта на этом участке стабилизировалась и стороны перешли к «окопной войне». В 1937 году, в ходе боёв за Астурию с целью усилить противовоздушную оборону по инициативе «Союза объединённой молодёжи» в подразделениях республиканской армии были созданы отряды снайперов для борьбы с авиацией франкистов, в первую очередь — с бомбардировщиками, которые пользовались отсутствием у республиканцев зенитной артиллерии и бомбили с низких высот. В целом, во время боёв в Астурии отряды «антибомбардировщиков» сбили 13 самолётов.
Летом 1938 года снайперы РККА принимали участие в боях у озера Хасан.

## Вторая мировая война
В Зимнюю войну 1939—1940 года мелкие группы финских снайперов противостояли частям наступающей Красной армии. Хорошее знание местности, исключительная приспособленность к природным условиям, заранее подготовленные укрытия и пути отступления позволяли финским «кукушкам» успешно выполнять боевые задачи и незаметно отходить на новые позиции. Из всех стрелков финские СМИ выделили Симо Хяюхя, который, как заявлялось, за 3 месяца активных боевых действий поразил около 500 бойцов РККА (документально подтверждено 219 убитых).
В 1940 году на вооружение РККА была принята снайперская винтовка на базе самозарядной винтовки Токарева СВТ-40 (однако из-за недостаточной кучности производство снайперской СВТ-40 вскоре прекратилось). Только до 1938 года было выпущено около 53 тыс. снайперских винтовок, а после 1938 года такое количество винтовок изготовлялось ежегодно.
К началу Великой Отечественной войны Красная Армия располагала значительными кадрами снайперов. Чувствительный урон, наносимый советскими снайперами, побудил немцев к производству в большом масштабе оптических прицелов и обучение снайперов. В 1942 году начали работать трёхмесячные курсы снайперов, срок обучения на которых был увеличен до полугода, но и этого было недостаточно. Как и в Первую мировую, снайперами в полном смысле этого слова становились, как правило, бывшие охотники. Именно охотники, привыкшие выслеживать зверя, могли по малейшим изменениям обстановки — примятой траве, сломанным веткам деревьев — определить местоположение цели и поразить её, оставшись незамеченными.
Германия хорошо готовилась к снайперской войне. Будущих снайперов отбирали из воинских частей. В снайперских школах проводились ежедневные учения по стрельбе, маскировке, наблюдению, обнаружению противника и др.
Маттеус Хетценауер был, предположительно, самым результативным немецким снайпером Второй мировой, общее количество «подтверждённых убийств» на его счету — 345. Получил рыцарский крест в апреле сорок пятого года, в мае был взят в плен и пять лет провёл в заключении в СССР.
Однако рекордсменами по уничтожению вражеских солдат во время ВОВ, безусловно, являются советские снайперы. Всего насчитывается 17 советских снайперов, у которых счёт уничтоженных вражеских солдат превышает 400 человек. Свыше 300 уничтоженных солдат противника записаны на счёт 25 советских снайперов, 36 советских снайперов уничтожили более 200 солдат врага. Согласно «смертному списку» первым номером идёт Михаил Ильич Сурков, снайпер 4 стрелковой дивизии, на его счету записано 702 убитых солдата и офицера противника. Далее в первой десятке значатся: Владимир Гаврилович Салбиев (71 ГвСД и 95 ГвСД) — 601; Василий Шалвович Квачантирадзе (259 с.п.) — 534; Ахат Абдулхакович Ахметьянов (260 СП) — 502; Иван Михайлович Сидоренко (1122 с.п.) — 500 чел. + 1 танк, 3 тягача; Николай Яковлевич Ильин (50 Гв.с.п.) — 494 чел.; Иван Николаевич Кульбертинов (23 отд.лыж.бр.; 7 Гв.возд.-дес.п.) — 487 чел; Владимир Николаевич Пчелинцев (11 с.бр.) — 456 чел.(в том числе 14 снайперов); Николай Евдокимович Казюк — 446 чел.; Пётр Алексеевич Гончаров (44 Гв.с.п.) — 441 чел. Погибший в 1943 году Василий Голосов всего уничтожил 422 чел.(в том числе 70 снайперов).
Самым известным советским снайпером является Василий Зайцев, уничтоживший 242 немецких солдата и офицера. Всего же группа Зайцева за четыре месяца боёв уничтожила 1126 военнослужащих противника.
Особенностью снайперского движения в СССР в годы войны, в отличие от других стран, было достаточно широкое вовлечение женщин: среди советских снайперов было более тысячи женщин, за время войны им было засчитано более 12 тысяч поражённых целей. Самой результативной из них считается Людмила Михайловна Павличенко. В армии она была с первых же дней войны, за год она довела личный счёт убитых врагов до 309, из них 36 были сами снайперами. После ранения Людмилу перевели инструктором на курсы снайперов «Выстрел».
У американцев не было своей Зимней войны, как у СССР, и им не приходилось сталкиваться с ожесточённым сопротивлением умелых финских снайперов, как советским войскам. Как следствие, основным и достаточным качеством снайпера считалось умение хорошо стрелять. Только после высадки в Нормандии британские и американские войска в полной мере смогли почувствовать на себе, что такое настоящий «снайперский террор». Излюбленным укрытием для немцев стали живые изгороди — так называемый «бокаж». Войскам союзников пришлось буквально под «огнём», на ходу, в максимальные короткие сроки овладевать тактикой противодействия немецким снайперам, организовывать собственные снайперские отряды. Как и на восточном фронте, в первые ряды метких стрелков выдвинулись охотники и следопыты — у американцев ими были, в основном, индейцы. В американских войсках снайперов, в основном, использовали для прикрытия своих позиций. Главной их задачей было подавить пулемётные, миномётные расчёты, а также снайперов противника.
Лучше обстояло дело с подготовкой снайперов в британской армии, здесь помог опыт Первой мировой войны. Но, когда английские стрелки смогли, наконец, проверить свои навыки на практике, война уже приближалась к завершению, и это, возможно, объясняет тот факт, что в списках лучших снайперов Второй мировой войны англичан нет.
В японской армии снайперов обеспечивали специальным камуфляжем, разработанным на основе старинных крестьянских накидок от дождя, связанных из рисовой соломы. Основу костюма составляли сплетённые из травы прямоугольные циновки, связанные между собой и прикрывающие тело снайпера. Вторая деталь камуфляжа связана из таких же циновок в виде глубокого капюшона, закрывающего голову и плечи. В качестве оружия использовалась снайперская винтовка Arisaka Type 97, созданная в 1937 г. на базе пехотной винтовки «Type 38» путём установки оптических прицелов кратности 2,5Х или 4Х. Калибр в 6,5 мм обеспечивал слабый звук выстрела и практически не давал дыма, что усложняло обнаружение снайпера на позиции. Особенностями винтовок Arisaka была подвижная крышка затвора для защиты затвора от грязи и влаги и очень длинный ствол, который гасил дульную вспышку. Снайперский прицел был сдвинут далеко назад, что обуславливалось сравнительно короткими руками японских солдат. Винтовки комплектовались отъёмным штыком клинкового типа, носившимся в ножнах. Ствол винтовки обматывался камуфляжной сетью с добавлением листвы. С 1938 по 1943 г. было выпущено 22,5 тысяч винтовок, что говорило, о значительном количестве подготовленных снайперов в японской армии. Зачастую японские снайперы использовали и обычные пехотные винтовки без оптики, поскольку в основном стреляли на близких дистанциях. Снайперов снабжали металлическими кошками (металлическими рамками, надевавшимися на обувь) для лазанья по деревьям. В сочетании с широким поясом, который перекидывался вокруг древесного ствола, солдаты могли быстро взбираться на кроны деревьев, где японские снайперы привязывались страховочными верёвками и сидели или лежали среди ветвей, высматривая жертву. Действовали японские снайперы и на уровне земли, стреляя из отлично замаскированных «паучьих» нор. В каждом стрелковом отделении предполагалось иметь двоих солдат, обученных снайперскому делу. В отличие от снайперов других стран, которые работали снайперскими группами или парами, японские снайперы, как правило, работали в одиночку. Японские снайперы убивали санитаров, чтобы затруднить эвакуацию раненых с поля боя, стреляли в спину, уже прошедшим целям, задерживая продвижение вперёд.

## С конца 1940-х годов по наше время
Снайперы активно действовали во время Корейской и Вьетнамской войн, когда в армии США были сформированы большие группы снайперов. Тогда же появились и обучающие снайперские центры, впоследствии расформированные, за исключением центра по подготовке снайперов в корпусе морской пехоты.
Во время Вьетнамской войны Америкой повсеместно использовались полевые снайперы в составе пехотных подразделений, вооружённые винтовками со скользящим затвором M-1903, ближе к концу конфликта заменённые на М21 из-за недостаточной скорострельности. Их спектр применения был широк, но основная их задача - прикрытие пехотных подразделений, борьба со снайперами противника и отстрел наиболее ценных противников (орудийные расчёты, командный состав и т.д.). Уничтожение или захват "воина с длинным ружьём" особенно ценилось у Вьетнамских ополченцев, противостоявшим США, что доказывает их распространённость и эффективность. За время войны американскими снайперами было уничтожено 13 тысяч солдат противника.
Пехотный снайпер (англ. designated marksman) впервые появился в СССР в 1960-е годы. Под влиянием советской концепции, в 1990-е годы должность пехотного снайпера была введена в войсках США и Израиля.
В настоящее время все боевые группы специального назначения имеют в своём составе снайперов.
В мотострелковом отделении Вооружённых Сил России, советского и постсоветского периодов, по штатному расписанию имеется снайпер.

## Требования и задачи
От снайпера требуется в совершенстве владеть искусством меткой стрельбы, маскировки и наблюдения; поражать цель с первого выстрела. Неотъемлемыми критериями качества личности снайпера, являются: повышенная внимательность, терпеливость, аккуратность, строгая самодисциплина, хладнокровие, высокоразвитое абстрактное мышление.Снайпер не должен курить, так как курение вызывает повышенное сердцебиение, что мешает точному выстрелу. Задача войскового снайпера — поражение снайперов, командного состава, наблюдателей, связистов, мотоциклистов, парашютистов, военнослужащих из состава орудийного, миномётного или пулемётного расчётов, наблюдательных, оптических и радиолокационных приборов, систем управления бронетанковой техники противника, снижающихся самолётов, уничтожение замаскированных, появляющихся на короткое время одиночных целей.

## Типы снайперов
Под словом «снайпер» чаще всего подразумевают такие профессии:

### Снайпер-диверсант
Это наиболее известный тип снайперов (англ. sniper), знакомый по компьютерным играм, кино и литературе.
- Действует в одиночку или с напарником (осуществляющим огневое прикрытие и целеуказание), зачастую вдали от основной массы войск, в тылу или на территории противника.
- Задачи — скрытное нападение на или выведение из строя важных целей (офицеров, дозорных, ценного оборудования), срыв атаки противника, снайперский террор (наведение паники на рядовой личный состав, затруднение наблюдения, моральное подавление).
- Чтобы не выдать свою позицию, стрелок зачастую производит выстрел под прикрытием фонового шума (погодные явления, сторонние выстрелы, взрывы и т. п.).
- Дистанция поражения — от 500 метров и выше. В удачных условиях человека можно поразить с расстояния 1,5—2 км — для крупнокалиберных 12,7 мм винтовок. На практике стрельба по одиночным целям таких малых размеров с подобного расстояния сомнительна, из-за большого разброса даже у лучших образцов снайперского вооружения - но всё ещё применяется снайперами в определённых ситуациях.
- Маскировка позиции играет большую роль, поэтому выполняется с особой тщательностью. В качестве маскировки могут применяться подручные материалы (ветки, кусты, земля, грязь, мусор и т. п.), специальный «лохматый» маскхалат (англ. ghillie suit) либо уже готовые укрытия (бункеры, окопы, здания и т. п.).

### Пехотный снайпер (марксман)
Пехотный снайпер (англ. designated marksman) впервые появился в СССР в 1960-е годы. Под влиянием советской концепции в 1990-е годы специальность пехотного снайпера была введена Израилем и США.
- Неотъемлемая часть стрелкового (мотострелкового, пехотного) отделения, как пулемётчик или гранатомётчик; действует в составе подразделения. Иногда в паре с пулемётчиком или парой автоматчиков (группа прикрытия).
- Задачи — повышение радиуса боя пехоты, уничтожение важных целей (пулемётчиков, других снайперов, гранатомётчиков, расчёты ПТУРов, связистов).
- Дистанция боя редко превышает 400 м.
- Чрезвычайно мобильный, часто меняет позицию.
- Как правило, имеет те же средства маскировки, что и остальные солдаты.

### Полицейский снайпер
Радиус поражения полицейского снайпера редко превышает 200 метров — обусловлено это тем, что стрельба, как правило, ведётся в городских условиях. Зато и цели у полицейского снайпера очень малы: чтобы поразить преступника, угрожающего пистолетом, необходимо попасть ему в сочленение головы и шеи — тогда он не сможет выстрелить даже рефлекторно. Альтернативная тактика — выстрел в палец либо кисть. Одно из первых заданий на огневой подготовке милицейского снайпера в СССР — поразить с расстояния 100 м мишень «рука с пистолетом» (для сравнения: аналогичное задание при подготовке солдат — поразить ростовую мишень с расстояния 200 м).

### Военный лётчик-снайпер
Это Военный лётчик 1-го класса в частях ВВС России, имеющий повышенный налёт на всех типах самолётов (вертолётов) и выполнивший определённое количество полётов на боевое применение подряд с оценкой «отлично». Данная классная квалификация присваивается только приказом Министра обороны.

## Тактика борьбы со снайперами

### Предупредительные меры
- Размещение наблюдателей в бункере или глубоком окопе; осмотр местности производится через перископ, а не бинокль.
- Полевая форма офицеров, слабо отличающаяся от формы солдат. Отсутствие опознавательных знаков или передача их младшему по званию не позволяют быстро в условиях боя установить звание. Кроме того, в районе проведения боевых действий в перерывах между боями запрещено на открытой местности выполнять воинское приветствие старшему по званию.
- На окрестности позиций высылаются патрули из нескольких манёвренных снайперских пар, имеющих радиосвязь с командным пунктом.
- Превентивно используется дымовая завеса.

### Признаки снайперской засады
- Одиночное попадание на фоне звуковой маскировки — пулемётной очереди, артвыстрела, пролёта авиации.
- Случайный одиночный выстрел, например, в стену с каким-либо заметным пятном. Возможно, это пристрелка по конкретным ориентирам и определение дальности.
- Подстрел «в лоб» солдата, вынужденного двигаться по прямой в определённом направлении, например, выходя из дверей или двигаясь по траншее.
- Тишина на месте, где до этого было активное движение и присутствие птиц и животных.
- Подвешенная на ветке тряпка (чулок, лента) является признаком пристрелянной позиции. Снайпер использует её для оценки скорости ветра (актуально на больших расстояниях).
- Новая (подсаженная) растительность на месте, где её раньше не было. Как правило, при сухой погоде быстро вянет и выдаёт позицию.
- Поднятие пара из-под снега. Для снижения температуры и выделения пара, порой снайперы растапливают понемногу снег во рту.
- Прочие демаскирующие признаки: следы, примятая или повреждённая трава и почва, скопление мошек и комаров над позицией и тому подобное.

### Обнаружение и подавление снайпера
- Сразу же опрашивают свидетелей убийства — информации, которую они дали, зачастую хватает, чтобы выяснить расположение снайпера. С этой же целью применяли обученных собак — настораживаясь на звук выстрела, собака выдаёт направление.
- Встречались случаи, когда в обнаруженной, но брошенной засаде оставляли мину-ловушку — на случай того, что снайпер вернётся. Даже ни к чему не подсоединённая растяжка позволяет на некоторое время задержать снайпера.
- Снайпера можно уничтожить артиллерийским или миномётным огнём. Хотя эти меры могут всего лишь спугнуть снайпера в укрытие.
- Существуют приборы, оперативно определяющие направление выстрела по звуку от пули, летящей со сверхзвуковой скоростью. Такими устройствами могут оборудоваться автомобили. Данные приборы используют принцип регистрации сектора пространства из которого поступает акустический и электромагнитный импульс («хлопок») от пули, пересекающей звуковой барьер.

Наиболее приемлемыми решениями являются массированный артобстрел из тяжёлых орудий или РСЗО с целью «перепахать» квадрат обнаружения и использование специальных антиснайперских подразделений, обученных противостоянию со снайперами противника и не отвлекающимися на сторонние цели.

## Известные снайперы

### Первая мировая война
- Фрэнсис Пегамагабо (378 уничтоженных солдат и офицеров противника)[19]

### Советско-финская война (1939—1940)
- Симо Хяюхя (по неподтверждённым данным 542 убито солдат и офицеров. В начале марта 1940 года, в результате артиллерийских бомбежек по предполагаемым позициям Симо, осколок  попал ему в нижнюю часть лица, разворотил скулу и раздробил кости.

### Вторая мировая война
Во Вторую Мировую войну на одного убитого противника приходилось 18000-25000 пуль, в то время как на те же цели у снайперов уходило 1,3-1,8 пули

### В современной истории

#### СССР
Мужчины
- Сурков, Михаил Ильич — (702 уничтоженных солдат и офицеров противника)
- Салбиев Владимир Гаврилович — (601 уничтоженных солдат и офицеров противника)
- Квачантирадзе, Василий Шалвович — (534 уничтоженных солдата и офицера противника, Герой Советского Союза)
- Ахметьянов Ахат Абдулхакович — (502 уничтоженных солдат и офицеров противника)
- Сидоренко, Иван Михайлович — (около 500 убитых, Герой Советского Союза)[21]
- Ильин, Николай Яковлевич — (497 уничтоженных солдат и офицеров противника, Герой Советского Союза)
- Кульбертинов, Иван Николаевич — (489 уничтоженных солдат и офицеров противника, Орден Красного Знамени, Орден Славы 3-й степени, ордена Отечественной войны 1 и 2-й степеней, орден Красной Звезды)
- Пчелинцев, Владимир Николаевич — (456 уничтоженных солдат и офицеров противника (в том числе 14 снайперов), Герой Советского Союза)
- Казюк Николай Евдокимович — (446 уничтоженных солдат и офицеров противника)
- Гончаров Петр Алексеевич — (441 уничтоженных солдат и офицеров противника)
- Буденков Михаил Иванович — (437 уничтоженных солдат и офицеров противника)
- Охлопков Федор Матвеевич — (429 уничтоженных солдат и офицеров противника, Герой Советского Союза)
- Дьяченко Федор Трофимович — (425 уничтоженных солдат и офицеров противника)
- Гордиенко Афанасий Емельянович — (425 уничтоженных солдат и офицеров противника)
- Голосов Василий Иванович — (422 уничтоженных солдат и офицеров противника (в том числе 70 снайперов))
- Петренко Степан Васильевич — (422 уничтоженных солдат и офицеров противника (в том числе 12 снайперов))
- Галушкин Николай Иванович — (418 уничтоженных солдат и офицеров противника (в том числе 17 снайперов), Герой Российской Федерации)
- Калашников Иван Григорьевич — (418 уничтоженных солдат и офицеров противника)
- Смоленский Кузьма Данилович — (414 уничтоженных солдат и офицеров противника, орден Красного Знамени, Орден Славы 3-й степени, Орден Славы 2-й степени)
- Говорухин Александр Алексеевич — (405 уничтоженных солдат и офицеров противника)
- Абдыбеков Тулеугали Насырханович — (397 уничтоженных солдат и офицеров противника)
- Номоконов Семён Данилович — (367 уничтоженных солдат и офицеров противника (включая генерала))
- Антонов Иван Петрович — (362 уничтоженных солдат и офицеров противника (в том числе 20 снайперов), обучил искусству меткой стрельбы по врагу восемьдесят снайперов, Герой Советского Союза)
- Величко Геннадий Иосифович — (360 уничтоженных солдат и офицеров противника)
- Идрисов Абухаджи — (349 уничтоженных солдат и офицеров противника, Герой Советского Союза)
- Рубахо Филипп Яковлевич — (346 уничтоженных солдат и офицеров противника)
- Буткевич Леонид Владимирович — (345 уничтоженных солдат и офицеров противника)
- Ларкин Иван Иванович — (340 уничтоженных солдат и офицеров противника)
- Гореликов Иван Павлович — (338 уничтоженных солдат и офицеров противника)
- Етобаев Арсений Михайлович — (335 уничтоженных солдат и офицеров противника и два самолёта)
- Медведев Виктор Иванович — (331 уничтоженных солдат и офицеров противника)
- Григорьев Илья Леонович — (328 уничтоженных солдат и офицеров противника (в том числе 18 снайперов))
- Николаев Евгений Адрианович — (324 уничтоженных солдат и офицеров противника, (включая генерала), орден Красного Знамени)
- Ивасик Михаил Адамович — (320 уничтоженных солдат и офицеров противника)
- Тулаев Жамбыл Ешеевич — (313 уничтоженных солдат и офицеров противника, в том числе 30 снайперов), Герой Советского Союза)
- Лебедев Александр Павлович — (307 уничтоженных солдат и офицеров противника)
- Титов Василий Александрович — (307 уничтоженных солдат и офицеров противника)
- Добрик Иван Тимофеевич — (302 уничтоженных солдат и офицеров противника)
- Усик Моисей Тимофеевич — (300 уничтоженных солдат и офицеров противника)
- Ведерников Николай Степанович — (300 уничтоженных солдат и офицеров противника)
- Брыксин Максим Семёнович — (300 уничтоженных солдат и офицеров противника)
- Афанасьев Никифор Самсонович — (299 уничтоженных солдат и офицеров противника)
- Абдулов Иван Филиппович — (298 уничтоженных солдат и офицеров противника (в том числе 5 снайперов))
- Доржиев Цырендаши Ринчинович — (297 уничтоженных солдат и офицеров противника и один самолёт)
- Симанчук Григорий Михайлович — (287 уничтоженных солдат и офицеров противника)
- Остафийчук Иван Григорьевич — (280 уничтоженных солдат и офицеров противника)
- Сметнев Яков Михайлович — (279 уничтоженных солдат и офицеров противника)
- Безголосов Виталий Мефодиевич — (279 уничтоженных солдат и офицеров противника)
- Чехов Анатолий Иванович — (265 уничтоженных солдат и офицеров противника)
- Сохин Михаил Степанович — (261 уничтоженный солдат и офицер противника)
- Шорец Павел Георгиевич — (261 уничтоженный солдат и офицер противника)
- Белоусов Михаил Игнатьевич — (245 уничтоженных солдат и офицеров противника, Герой Советского Союза)
- Зайцев Василий Григорьевич — (242 убитых, в том числе 11 снайперов[22], Герой Советского Союза)
- Халиев, Асан Салиджарович — (242 уничтоженный солдат и офицер противника)
- Пассар Максим Александрович — (237 уничтоженных солдат и офицеров противника, Герой Российской Федерации)
- Абасов Мамедали Исматович — (199 уничтоженных солдат и офицеров противника)
- Курка Василий Тимофеевич — (179 уничтоженных солдат и офицеров противника, орден Красного Знамени, орден Красной Звезды)
- Амаев Махмуд Мутиевич — (177 уничтоженных солдат и офицеров противника)
- Важеркин Иван Васильевич — (148 уничтоженных солдат и офицеров противника, в том числе несколько побед над вражескими снайперами, Герой Советского Союза)
- Пилюшин Иосиф Иосифович — (136 уничтоженных солдат и офицеров противника, орден Красного Знамени, орден Красной Звезды)
- Аббасов Балаоглан Мирзага оглы — (106 уничтоженных солдат и офицеров противника)

Женщины
- Павличенко, Людмила Михайловна — (309 уничтоженных солдат и офицеров противника (в том числе 36 снайперов), Герой Советского Союза)
- Ковшова, Наталья Венедиктовна — (167 уничтоженных солдат и офицеров противника, Герой Советского Союза)
- Кошкина, Мария Алексеевна — (83 уничтоженных солдат и офицеров противника)
- Молдагулова, Алия Нурмухамбетовна — (по официальным данным 78 уничтоженных солдат и офицеров противника, по неофициальным — до ста[23]. Герой Советского Союза награждена также орденом Ленина)
- Поливанова, Мария Семёновна — (50 уничтоженных солдат и офицеров противника, Герой Советского Союза)
- Шанина, Роза Егоровна — (54 уничтоженных солдата и офицера противника, кавалер орденов Славы 3-й и 2-й степени)

#### Германия
- Хетценауэр, Маттеус (345 убитых  , Рыцарский крест)
- Аллербергер, Йозеф (257 убитых, Рыцарский крест (предположительно))
- Пейн, Фридрих (200 подтверждённых убитых).
- Суткус, Бруно (209 подтверждённых убитых). Фольксдойче, по отцу литовец, по деду со стороны отца немец. Несколько лет после войны скрывал подлинную информацию о себе. Контактировал с лесными братьями. Был арестован советскими властями в 1949 году. С 1949 по 1971 год провёл в лагерях и поселениях на лесозаготовках в Сибири. За шесть лет до смерти, в 1997 году, получил немецкое гражданство и переехал на постоянное место жительства в Германию.)

#### Вьетнамская война
- Карлос Хэтчкок (США, 93 подтверждённых уничтоженных солдат и офицеров противника  и более 300 неподтверждённых)
- Чак Моуинни (США, 103 подтверждённых  уничтоженных солдат и офицеров противника и 213 неподтверждённых)[24]
- Адельберт Уолдрон III (США, 109 подтверждённых уничтоженных солдат и офицеров противника )[25]

### Другие войны
- Чжан Таофан (КНР, Корейская война; приписывают 214 уничтоженных солдат и офицеров противника за 32 дня, при этом Чжан не использовал специальных оптических прицелов на своей винтовке.[26])
- Йен Робертсон (Австралия, Корейская война; не вёл подсчёт, приписывают уничтожение 30 китайских солдат за одно утро[27])
- Роб Фарлонг (Канада, антитеррористическая операция в Афганистане; считается автором поражения на самой большой зарегистрированной дистанции — 2430 м, использовал винтовку McMillan TAC-50, пуля летела до цели более 3 секунд)[источник не указан 4681 день]
- Джуба (Ирак, Иракская война; ему приписываются от 37 до 143[28] убийств американских солдат, однако факт того, что это один, реально существующий человек, остаётся под вопросом)
- Крис Кайл (США, Иракская война, 255 уничтоженных солдат и офицеров противника , из них подтверждено 160)
- Крэйг Харрисон — британский снайпер.
- Абу Тахсин аль-Салихи (Ирак; снайпер шиитского ополчения, уничтоживший, по его утверждению, не менее 321 террориста ИГИЛ)[29]
- Марк Осмонд (Великобритания, Афганистан) - 44 убитых.

### Преступники
- Ли Харви Освальд — по одной из версий убийца американского президента Кеннеди.
- Джон Аллен Мухаммад — серийный убийца, известный как «Вашингтонский снайпер». В 2002 году вместе со своим младшим партнёром убил десять и тяжело ранил трёх человек в окрестностях Вашингтона. Казнён 10 ноября 2009 г.
- Джеймс Эрл Рэй — 29 марта 1968 года в Мемфисе смертельно ранил Мартина Лютера Кинга[30].
- Чарльз Уитмен — массовый убийца, известный по прозвищу «Техасский снайпер». 1 августа 1966 года он забаррикадировался наверху 27-этажной башни Техасского университета и с 11:48 до 13:24 стрелял по людям на улице из винтовки «Ремингтон» 35-го калибра с оптическим прицелом. Количество жертв: 15 убитых и 31 раненых. Это событие послужило толчком к созданию SWAT (полицейского спецназа)[31][неавторитетный источник].

### Рекорд по дальнему боевому снайперскому выстрелу
Первое место в мире по дальности, подтверждённого, результативного снайперского выстрела, сделанного в боевых условиях занимает выстрел украинского снайпера из спецподразделения СБУ «Альфа», который во время российского военного вторжения на Украину, точным выстрелом ликвидировал цель, которая находилась на расстоянии 3800 метров.
Второе место принадлежит канадскому снайперу 2-й Объединённой оперативной группы специального назначения, поразившему цель на дистанцию 3540 метров при выполнении задания во время Гражданской войны в Ираке.
Третье место принадлежит австралийскому снайперу 2-го полка коммандос, поразившему мишень на дистанции 2815 метров, в рамках операции объединённых сил в Афганистане.

## Образ снайпера в массовой культуре
Снайпер — часто встречаемый персонаж в литературе, кинематографе и прочих видах искусства. В большинстве случаев акцент делается на романтизации данной профессии из-за её очень близкого контакта со смертью. При этом зачастую забываются многие детали снайперской стрельбы, например, баллистика: в реальной жизни пуля в принципе не может долетать до цели мгновенно. Стереотипный литературный снайпер является социопатом, зачастую безжалостным и беспощадным.
В литературе подобный стереотип сложился на основе многочисленных рассказов ветеранов о боевых действиях Второй мировой, согласно которым, снайперов почти никогда не брали в плен и убивали на месте, а те, кто попадал в плен, не имели почти никаких шансов на выживание. Считалось, что снайперы стреляли «исподтишка» и убивали жертву, которая его даже не видела. Подобный поступок расценивался как гнусный, нарушавший законы войны.

### Кинематограф
Художественные фильмы
- «Снайпер» (1931)
- «Снайперы» (1985)
- «Снайпер» (1992)
- «Снайпер» (1993)
- «Ангелы смерти» (1993)
- «Два снайпера»
- «Под прицелом» (1996)
- «Стрелок» (1993)
- «Тихий выстрел» (1996)
- «Снайперы / Выстрел сквозь сердце» (1998)
- «Ворошиловский стрелок» (1999)
- «Телефонная будка» (2002)
- «Кукушка» (2002)
- «На безымянной высоте» (2004)
- «Враг у ворот» (2001 год)
- «Снайпер 2» (2002)
- «Снайпер 3» (2004)
- «Вашингтонский снайпер: 23 дня страха» (2003)
- «Стрелок» (2007)
- «Снайпер: Оружие возмездия»
- «Смертельная схватка» (2010)
- «Sniper 4 : Reloaded» (2011)
- «Снайпер 2. Тунгус» (2012)
- Военная разведка: Северный фронт. Серия «Белый лис» (операция по захвату легендарного финского снайпера) (2012)
- «Джек Ричер» (2012)
- «Снайпер» (2014)
- «Битва за Севастополь» (2015)
- «СНАЙПЕР. БЕЛЫЙ ВОРОН» (2022)

Документальные фильмы
- «Подготовка снайпера в полевых условиях. Мастера маскировки и военной хитрости»[41] (1939—1943, Германия) — учебный фильм, Вермахт
- «Искусство снайпера. Снайпер против снайпера»[42] (2002)
- «Снайперы»[43] (2012) — серия программы «Оружие», телеканала «Мужской»
- «Оружие снайпера»[44] (2013) — серия программы «Полигон-ТВ»

### Компьютерные игры
Снайпер часто выступает как один из персонажей компьютерных игр, при этом практически все особенности снайперской профессии исчезают — в подавляющем большинстве игр не реализована глазомерная или инструментальная оценка дистанции, превышения и бокового ветра, отсутствует учёт факторов отклонения пули и ввод поправок в прицел. Чтобы игрок не слишком расслаблялся, это, как правило, компенсируется «гулянием» прицела из стороны в сторону, что заставляет игрока тщательно целиться и выбирать оптимальный момент для выстрела.
- Взгляд через прицел снайперской винтовки в лагере Хансэн.
- Замаскировавшийся снайпер.
- Снайпер на марке СССР, 1943.
- Немецкий снайпер, стрельба с колена, Вторая мировая война.
- Снайперы в паре, Словения 2000 г.
- Снайперы в паре на тренировке.
- Снайпер армии США в Массуле Ирак, 2004 г.
- Снайпер армии США на крыше Ирак, 16 октября 2006 г.
- Снайпер армии США, Афганистан, ноябрь 2006 года.